# Olaf Emil Eriksen
Olaf Emil Eriksen (Christiania, 1841 - 16 april 1914) was een Noors componist en organist.
Hij was leerling van Rudolph Magnus Forwald en Carl Arnold. Hij was organist van de Korskirke van 1888 tot 1914, daarvoor was hij soms werkzaam in de Vestsidenskirke en Østre Fredrikstad kirke in Frederikstad. Hij was tevens de man, die ervoor zorgde dat er in Bergen nieuwe orgels kwamen in de Korskirke, de Domkirke en de Johanneskirke. Er kwamen in Bergen zodanig veel orgels, dat Bergen even de bijnaam orgeldorp kreeg. Hij was ook enige tijd leraar muziektheorie in Bergen.
Hij was getrouwd met Kristiane Marie Johansen (geboren, 1845), zij kregen in Solveig Eriksen (geboren 1877) één zoon.
Werken:
- opus 6: Ballade for piano (1883, Warmuth)
- opus 7: Romance for piano (Warmuth)
- opus 8: Scherzo for piano (Warmuth)
- opus 9: Gavotte for piano (1885, Warmuth)[2]
- opus 10: To bryllupsmarscher for orgel eller harmonium (1887, Warmuth)
- Fantasi over norske folkemelodier for piano (Warmuth, uitgevoerd 6 december 1874)
- Romance af Elverhois melodie
- Valse-caprice for piano, opgedragen aan J. Thoresen (Warmuth)
- Fantasi over Koral "Af Høihe-oprunden er" (1888)
- Pintsehymne voor koor